# Newag 311D
Newag 311D (oznaczenie PKP ST40) – ciężka towarowa lokomotywa spalinowa produkowana w zakładach Newag w Nowym Sączu. Spalinowóz jest współczesną modernizacją lokomotyw M62.
Przez kolejarzy i miłośników kolei zwana Robogagarinem, Batmanem, Transformersem albo Lordem Vaderem.

## Charakterystyka
Lokomotywa stanowi głęboką modernizację radzieckich lokomotyw M62 (ST44). Z pierwowzoru zachowano jedynie ostoję i wózki jezdne. Całkowicie zmieniono jednostkę napędową, montując bardziej ekonomiczny silnik firmy General Electric w jednej obudowie z prądnicą główną, sprężarką i wentylatorem. Najbardziej widoczną zmianą jest całkowita zmiana pudła – zamiast pudła typu wagonowego, z wewnętrznym przejściem między kabinami, zastosowano dwie kabiny maszynisty na obu końcach, z przejściami zewnętrznymi po pomostach. Dzięki zastosowaniu pomostów uzyskano też łatwiejszy dostęp do silnika. Zmieniono czoła pojazdu, nadając im nowy wygląd. Kabiny są ergonomiczne i zapewniają lepsze warunki pracy.
W porównaniu do ST44, 311D zużywa o 20% mniej paliwa w przeliczeniu na 1000 bruttotonokilometrów. Emisja spalin została dostosowana do norm UIC II. Lokomotywy są skomputeryzowane. Podczas gwałtownego spadku temperatury same się uruchamiają, ogrzewają, a podczas spadku ciśnienia w przewodzie głównym, uruchamiają się same w celu dopełnienia.

## Eksploatacja
Pierwsze lokomotywy wyprodukowano w 2007.
| Państwo        | Właściciel     | Przewoźnik        | Typ            | Oznaczenie     | Liczba sztuk | Źródło      |
| -------------- | -------------- | ----------------- | -------------- | -------------- | ------------ | ----------- |
| Polska         | PKP LHS        | PKP LHS           | 311Da          | ST40s          | 27           | [ 2 ]       |
| Polska         | Akiem          | DB Cargo Polska   | 311D           | 311D           | 15           |             |
| Polska         | Akiem          | CTL Logistics     | 311D           | 311D           | 3            |             |
| Polska         | Akiem          | Colas Rail Polska | 311D           | 311D           | 2            |             |
| Łączna liczba: | Łączna liczba: | Łączna liczba:    | Łączna liczba: | Łączna liczba: | 48           | [ 3 ] [ 4 ] |

## Dane techniczne
- silniki trakcyjne – ED118 zmodernizowane przez General Electric ED 118A GE
  - moc znamionowa: 2133 kW (2900 KM)
  - znamionowa prędkość obrotowa: 1050 obr./min
  - obroty jałowe: 450 obr./min
  - liczba suwów: 4
  - liczba cylindrów: 12
  - wtrysk paliwa: elektroniczny
  - typ paliwa: olej napędowy
  - ilość oleju: 1211 l
  - masa oleju: 1162 kg
  - masa cieczy chłodzącej: 800kg
  - średnica cylindra/skok tłoka: 229/267 mm
  - masa silnika spalinowego: 15 846 kg
  - masa silnika trakcyjnego: 3240 kg
  - masa zapasu paliwa: 3300 kg
  - klasa izolacji: H
  - masa piasku: 600 kg